# Hermanus (Vorname)
Hermanus ist ein Männername. Es ist die niederländisch-latinisierte Form von Hermann.

## Bekannte Namensträger
- Hermanus Brood (1946–2001), niederländischer Blues- und Rockmusiker, Maler, Schauspieler und Lyriker.
- Hermanus Frederik Roll (1867–1935), niederländischer Arzt
- Hermanus Johannes Joseph te Riele (* 1947), niederländischer Mathematiker

## Lateinische Varianten
- Hermanus Neuwalt (1550–1611), deutscher Mediziner
- Hermanus von Reichenau (1013–1054), deutscher Mönch und bedeutender Wissenschaftler, Komponist und Schriftsteller.